# Stephen Swart
Pour les articles homonymes, voir Swart.
Stephen Swart (né le 5 janvier 1965 à Auckland) est un coureur cycliste néo-zélandais. Professionnel de 1987 à 1995, il a participé à trois Tours de France et deux championnats du monde sur route.

## Biographie

### Carrière professionnelle
Stephen Swart commence sa carrière professionnelle en 1987 au sein de l'équipe anglaise ANC Halford. Il participe cette année-là au Tour de France, qu'il abandonne à la 19e étape. Il est sélectionné pour la première fois pour le championnat du monde sur route. L'équipe ANC Halford cesse de payer les salaires de ses coureurs en cours de saison. Il rejoint en 1988 l'équipe belge SEFB. Sa saison s'arrête lorsqu'il retourne en Nouvelle-Zélande pour retrouver sa mère, gravement malade, qui décède deux semaines plus tard. Après avoir travaillé dans un magasin de cycles à Auckland, il décide de poursuivre sa carrière aux États-Unis. Il court pendant cinq ans pour l'équipe Coors Light. Il remporte notamment le championnat des États-Unis de critérium en 1992. Il est remarqué par Jim Ochowicz qui l'engage dans l'équipe Motorola, la meilleure équipe américaine de l'époque et dont il est directeur sportif. Stephen Swart revient ici en Europe en 1994. Durant cette année, il se classe notamment neuvième de la Leeds International Classic, septième manche de la coupe du monde, et deuxième d'une étape du Tour de Catalogne. Il participe à son deuxième Tour de France et à son deuxième championnat du monde sur route. En 1995, il est neuvième du prologue du Tour de France. À l'issue de cette épreuve, il est félicité avec Steve Bauer pour son travail pour l'équipe. Il apprend cependant en août que son contrat ne sera pas reconduit en fin de saison. La dernière compétition qu'il dispute est la Commonwealth Bank Classic en Australie, où une chute intervenue la veille de l'arrivée le prive de victoire.

### Témoignage sur le dopage dans le cyclisme
Stephen Swart a décrit aux journalistes Pierre Ballester et David Walsh son expérience du dopage au cours de sa carrière cycliste. Au sein de l'équipe ANC Halford, un soigneur « injectait [aux coureurs] des produits anonymes ». Chez SEFB l'année suivante, « le dopage est une question de choix personnel pour chaque coureur », avec l'aide des soigneurs, car l'équipe n'a pas les moyens de payer un médecin. Swart a « peur des médicaments et, ignorant leur utilisation, les évite. » Il avance « la culture du dopage qui empoisonne la scène européenne » comme l'une des motivations de son choix d'aller courir aux États-Unis.
À son retour en Europe en 1994 avec l'équipe Motorola, il trouve un peloton transformé et dont la vitesse a considérablement augmenté, notamment en montagne. Il attribue cette évolution à l'EPO, dont la consommation s'est répandue durant la première moitié des années 1990. L'équipe Motorola, qui ne fait pas encore usage de ce produit, est à la peine. Les résultats ne sont pas à la hauteur des espoirs des sponsors. Le directeur sportif Jim Ochowicz et le médecin Massimo Testa refusent d'entendre parler du dopage. Au début de l'année 1995, les coureurs se résolvent à entamer un programme de dopage pour ceux d'entre eux qui participent au Tour de France, estimant que c'est le seul moyen d'obtenir des résultats. D'après Swart, la décision est prise par lui-même, Lance Armstrong et Frankie Andreu. Ce dernier a confirmé le constat de déclassement de l'équipe Motorola par rapport aux autres, mais ne se souvient pas de cette prise de décision. Les coureurs se procurent leur EPO eux-mêmes. Swart se fournit dans une pharmacie en Suisse. Il commence à en utiliser lors du Tour de Suisse. Cette première expérience n'a pas les effets escomptés. Swart est au contraire épuisé, à cause des premières prises d'EPO : « Lorsque ça commence à agir à l'intérieur du corps, ça pompe beaucoup d'énergie, de l'énergie dont on a besoin pour courir. J'aurais dû commencer à en prendre quand j'étais au repos. » Il arrête de consommer ce produit après les deux premières étapes du Tour de France 1995.

## Palmarès sur route
- 1987
  - 5e et 13e étapes du Herald Sun Tour
- 1989
  - 3e étape de la Cascade Classic
  - 5e étape du Tour du Canada
  - 3e de la Redlands Bicycle Classic
- 1990
  - 2e étape de la Redlands Bicycle Classic
- 1991
  - 2e et 4e étapes de la Fitchburg Longsjo Classic
  - Prologue du Tour de Nouvelle-Zélande
  - 2e de la Fitchburg Longsjo Classic
- 1992
  -  Champion des États-Unis du critérium
  - 1re et 4e étapes de la Fitchburg Longsjo Classic
  - 7ea (contre-la-montre) et 7eb étapes du Herald Sun Tour
  - 1re et 2e étapes de la Celestial Bicycle Classic
  - 3e étape du Tour d'Adriondacks
  - 2e de la Celestial Bicycle Classic
  - 3e du Tour DuPont
- 1993
  - 11e étape du Herald Sun Tour
- 1994
  - 9e de la Leeds International Classic
- 1995
  - Tour de Nouvelle-Zélande

## Résultats sur les grands tours

### Tour de France
- 1987 : abandon (19e étape)
- 1994 : 112e
- 1995 : 109e

## Palmarès sur piste

### Jeux du Commonwealth
- 1986
  -  Médaillé d'argent de la poursuite par équipes